# ボトリティス菌
ボトリティス菌（ボトリティスきん）は、ボトリティス属に分類される糸状菌。

## 主な種
Botrytis cinerea（ボトリティス・シネレア）
灰色かび病の原因となる病原菌である。一方で成熟した特定の醸造用のブドウの果実に付着して代謝作用が働いたものは貴腐ワインの原料となることから貴腐菌ともいう。
Botrytis allii
タマネギ灰色腐敗病などの病原菌である。
Botrytis elliptica
ユリ葉枯病などの病原菌である。
Botrytis fabae
ソラマメ赤色斑点病などの病原菌である。
Botrytis squamosa
タマネギ小菌核腐敗病などの病原菌である。